# Santuario di Nostra Signora della Guardia (Ceranesi)

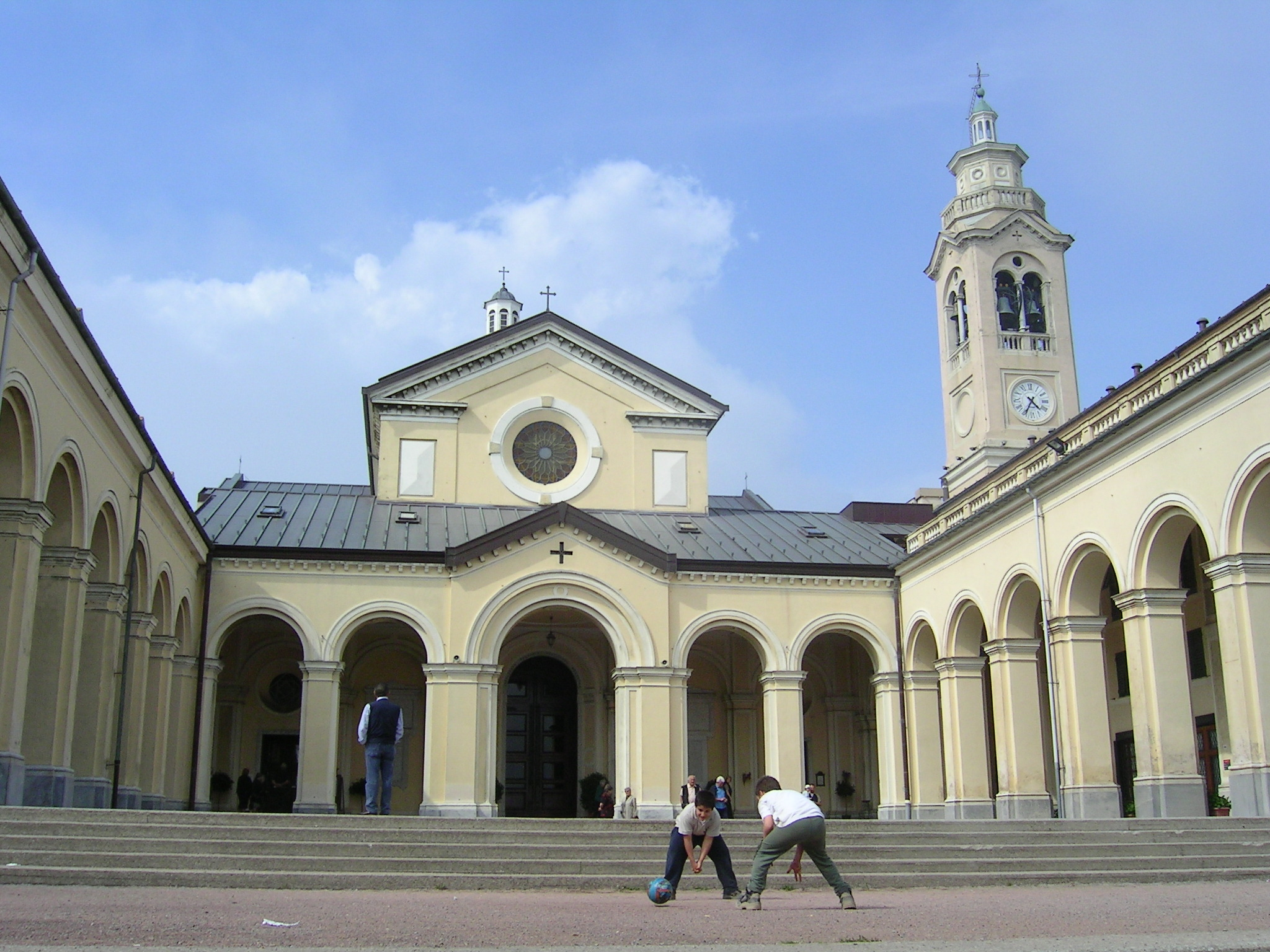
Santuario di Nostra Signora della Guardia

Das Santuario di Nostra Signora della Guardia (deutsch Heiligtum Unserer Frau zur Wache) ist die wichtigste Marienwallfahrtskirche der italienischen Region Ligurien und trägt seit 1915 den Titel einer Basilica minor. Sie wurde im 16. Jahrhundert auf dem Gipfel des Monte Figogna (804 m) erbaut und gehört zur Gemeinde Ceranesi, ungefähr 20 km entfernt von der Regionalhauptstadt Genua. Der Name der Kirche rührt von der strategisch wichtigen Lage her, die sie auf dem Berggipfel einnimmt. In der Antike war dieser Punkt zur Überwachung der Schiffe auf dem Ligurischen Meer und zur Ausmachung von Feindbewegungen genutzt worden.
Von der Terrasse der Kirche hat man einen Panoramablick auf die Stadt Genua und die Küste der Italienischen Riviera. Bei guten Sichtverhältnissen sind die Insel Korsika und das Matterhorn auszumachen.
2008 verlieh Papst Benedikt XVI. bei seinem Besuch der Kirche die Goldene Rose.